# Seichamps
Ne doit pas être confondu avec Sichamps.
Seichamps est une commune française située dans le département Meurthe-et-Moselle en région Grand Est.
Ses habitants sont appelés les Seichanais.

## Géographie

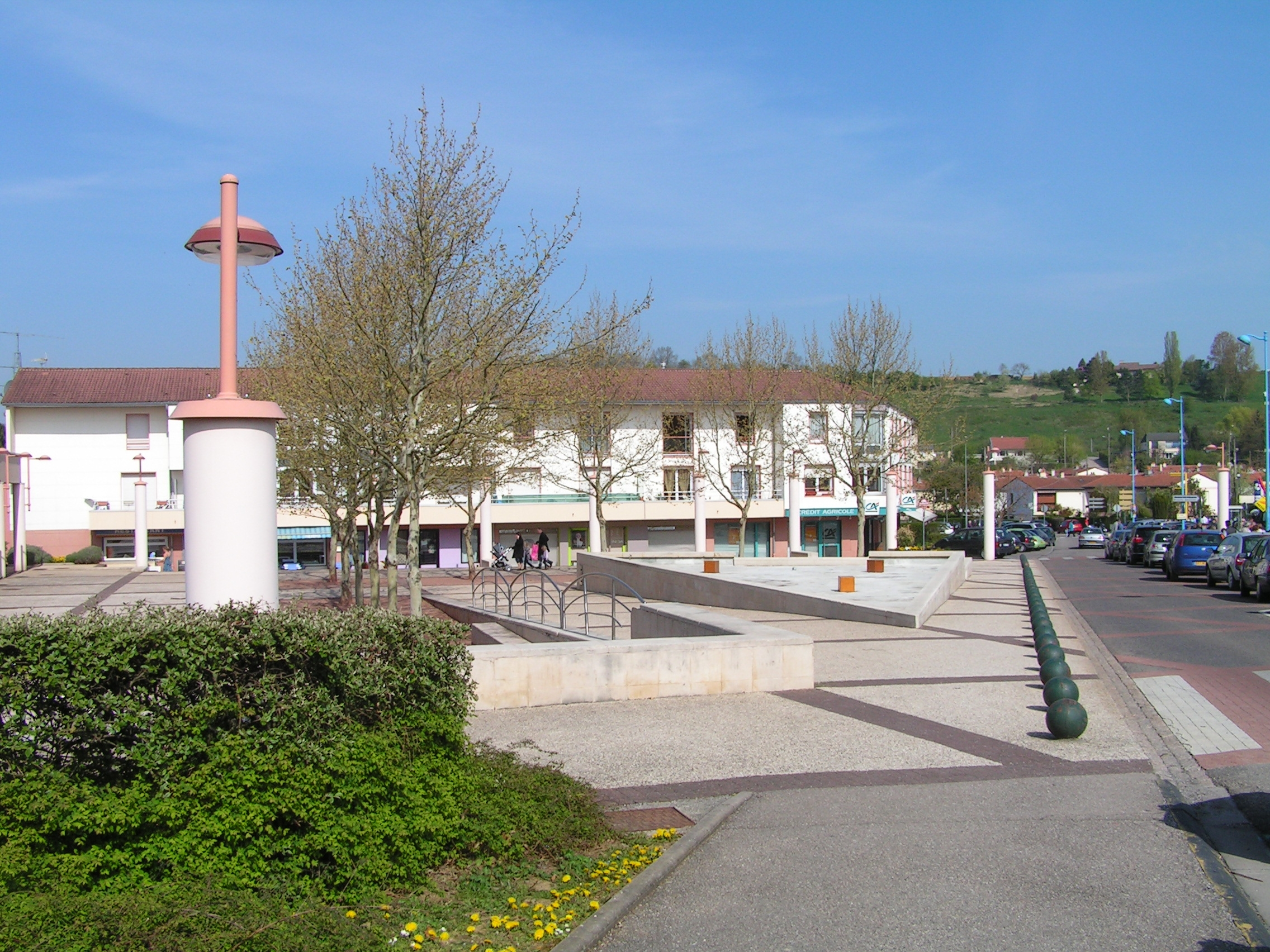
Place François-Mitterrand au centre-ville.

### Localisation
Située au nord-est de Nancy, à 7 kilomètres de la place Stanislas, la localité de Seichamps est bordée par les communes de Pulnoy, Essey-lès-Nancy, Laneuvelotte, Dommartin-sous-Amance, Laître-sous-Amance et Agincourt.
|                 | Dommartin-sous-Amance | Laître-sous-Amance |
| Agincourt       | Seichamps             | Laneuvelotte       |
| Essey-lès-Nancy | Pulnoy                |                    |

### Voies de communication et transports

#### Transports en commun
Seichamps est reliée au Grand Nancy grâce aux lignes du réseau de transport de l'agglomération nancéienne appelé Réseau Stan :
- Tempo 3 : Seichamps Haie Cerlin - Villers Campus Sciences

- Ligne 15 : Seichamps Ecoquartier - Nancy Gare

L'arrêt Jardin Roussel sert de correspondance entre ces deux lignes.

### Hydrographie
La commune est dans le bassin versant du Rhin au sein du bassin Rhin-Meuse. Elle est drainée par le ruisseau de Gremillon,.

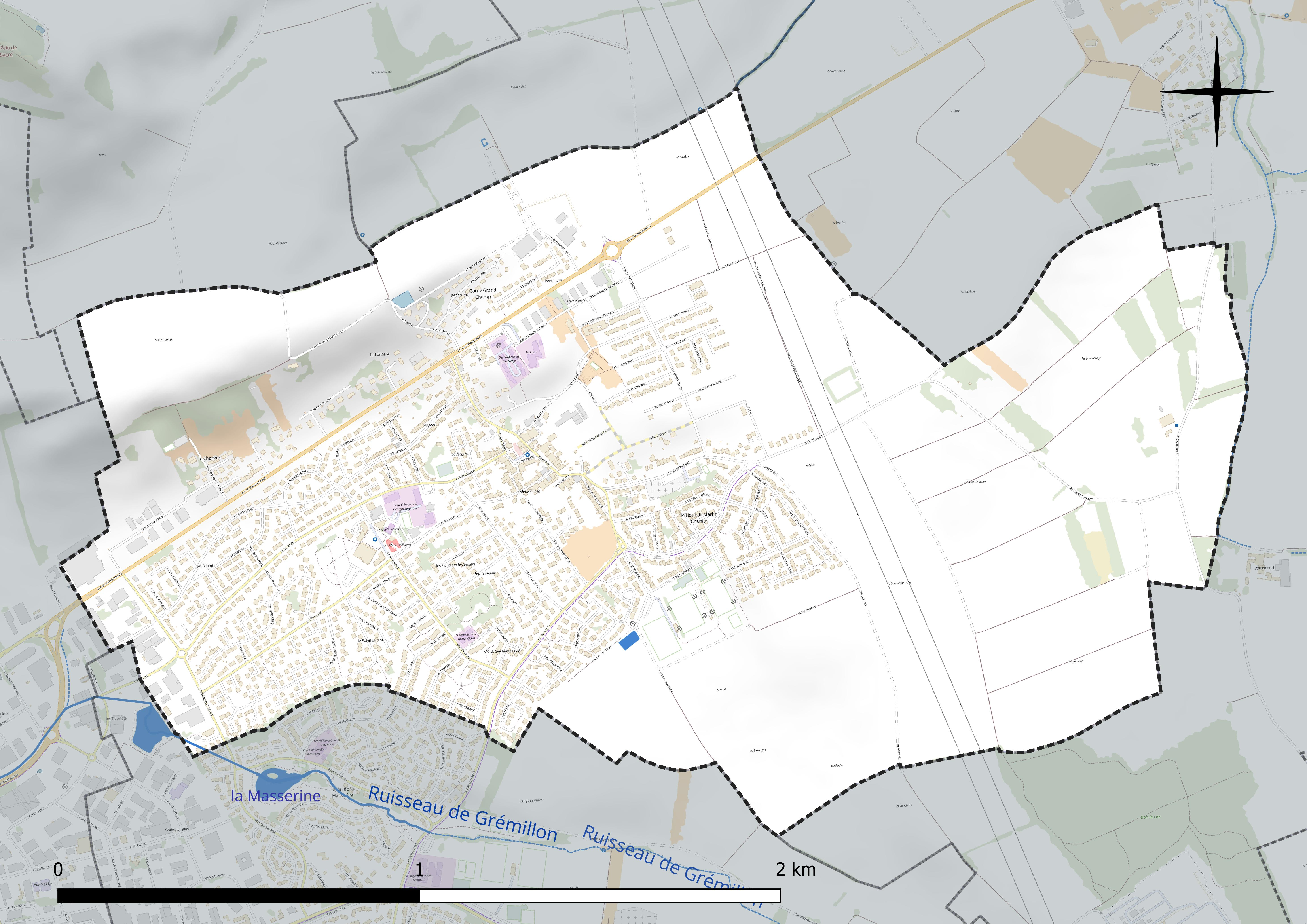
Réseau hydrographique de Seichamps.

### Climat
Pour des articles plus généraux, voir Climat du Grand Est et Climat de Meurthe-et-Moselle.
En 2010, le climat de la commune est de type climat océanique dégradé des plaines du Centre et du Nord, selon une étude du Centre national de la recherche scientifique s'appuyant sur une série de données couvrant la période 1971-2000. En 2020, Météo-France publie une typologie des climats de la France métropolitaine dans laquelle la commune est exposée à un climat semi-continental et est dans la région climatique  Lorraine, plateau de Langres, Morvan, caractérisée par un hiver rude (1,5 °C), des vents modérés et des brouillards fréquents en automne et hiver. 
Pour la période 1971-2000, la température annuelle moyenne est de 9,7 °C, avec une amplitude thermique annuelle de 16,9 °C. Le cumul annuel moyen de précipitations est de 796 mm, avec 11,8 jours de précipitations en janvier et 9,4 jours en juillet. Pour la période 1991-2020, la température moyenne annuelle observée sur la station météorologique de Météo-France la plus proche, « Nancy-Essey », sur la commune de Tomblaine à 5 km à vol d'oiseau, est de 11,0 °C et le cumul annuel moyen de précipitations est de 746,3 mm. 
La température maximale relevée sur cette station est de 40,1 °C, atteinte le 24 juillet 2019 ; la température minimale est de −24,8 °C, atteinte le 21 février 1956,,. 
| Mois                                  | jan.             | fév.             | mars             | avril           | mai             | juin           | jui.          | août           | sep.            | oct.            | nov.             | déc.             | année      |
| ------------------------------------- | ---------------- | ---------------- | ---------------- | --------------- | --------------- | -------------- | ------------- | -------------- | --------------- | --------------- | ---------------- | ---------------- | ---------- |
| Température minimale moyenne (°C)     | −0,2             | 0                | 2,1              | 4,5             | 8,7             | 12,2           | 14,2          | 13,9           | 10,2            | 7,1             | 3,4              | 1                | 6,4        |
| Température moyenne (°C)              | 2,6              | 3,5              | 6,9              | 10,2            | 14,2            | 17,9           | 20            | 19,6           | 15,6            | 11,3            | 6,4              | 3,5              | 11         |
| Température maximale moyenne (°C)     | 5,4              | 7,1              | 11,6             | 15,8            | 19,8            | 23,5           | 25,8          | 25,4           | 20,9            | 15,5            | 9,4              | 6                | 15,5       |
| Record de froid (°C) date du record   | −21,6 13.01.1968 | −24,8 21.02.1956 | −15,9 04.03.1965 | −6,8 02.04.1958 | −4,2 03.05.1960 | 1,6 05.06.1953 | 2 01.07.1962  | 2,8 26.08.1966 | −1,3 24.09.1948 | −7,9 27.10.1950 | −12,7 23.11.1998 | −21,3 30.12.1939 | −24,8 1956 |
| Record de chaleur (°C) date du record | 16,8 05.01.1999  | 20,8 27.02.19    | 26 31.03.21      | 29,3 18.04.1949 | 33 28.05.17     | 37,2 26.06.19  | 40,1 24.07.19 | 39,3 08.08.03  | 34,4 15.09.20   | 27,6 13.10.23   | 22,7 02.11.20    | 18,5 16.12.1989  | 40,1 2019  |
| Ensoleillement (h)                    | 524              | 801              | 1 396            | 1 812           | 2 056           | 2 235          | 2 348         | 2 194          | 1 719           | 1 046           | 521              | 432              | 17 083     |
| Précipitations (mm)                   | 64,4             | 54,8             | 54,1             | 44,3            | 67,9            | 56             | 63            | 67,2           | 61,1            | 66,5            | 68,9             | 78,1             | 746,3      |

| Diagramme climatique                                  |          |             |             |             |            |            |              |              |             |            |        |
| J                                                     | F        | M           | A           | M           | J          | J          | A            | S            | O           | N          | D      |
| 5,4−0,264,4                                           | 7,1054,8 | 11,62,154,1 | 15,84,544,3 | 19,88,767,9 | 23,512,256 | 25,814,263 | 25,413,967,2 | 20,910,261,1 | 15,57,166,5 | 9,43,468,9 | 6178,1 |
| Moyennes : • Temp. maxi et mini °C • Précipitation mm |          |             |             |             |            |            |              |              |             |            |        |

Les paramètres climatiques de la commune ont été estimés pour le milieu du siècle (2041-2070) selon différents scénarios d'émission de gaz à effet de serre à partir des nouvelles projections climatiques de référence DRIAS-2020. Ils sont consultables sur un site dédié publié par Météo-France en novembre 2022.

## Urbanisme

### Typologie
Au 1er janvier 2024, Seichamps est catégorisée grand centre urbain, selon la nouvelle grille communale de densité à sept niveaux définie par l'Insee en 2022.
Elle appartient à l'unité urbaine de Nancy, une agglomération intra-départementale regroupant 28  communes, dont elle est une commune de la banlieue,,. Par ailleurs la commune fait partie de l'aire d'attraction de Nancy, dont elle est une commune du pôle principal,. Cette aire, qui regroupe 353 communes, est catégorisée dans les aires de 200 000 à moins de 700 000 habitants,.

### Occupation des sols
L'occupation des sols de la commune, telle qu'elle ressort de la base de données européenne d’occupation biophysique des sols Corine Land Cover (CLC), est marquée par l'importance des territoires agricoles (56,7 % en 2018), en diminution par rapport à 1990 (63,6 %). La répartition détaillée en 2018 est la suivante : terres arables (41,6 %), zones urbanisées (39,5 %), prairies (15 %), zones industrielles ou commerciales et réseaux de communication (3,5 %), forêts (0,3 %). L'évolution de l’occupation des sols de la commune et de ses infrastructures peut être observée sur les différentes représentations cartographiques du territoire : la carte de Cassini (XVIIIe siècle), la carte d'état-major (1820-1866) et les cartes ou photos aériennes de l'IGN pour la période actuelle (1950 à aujourd'hui).

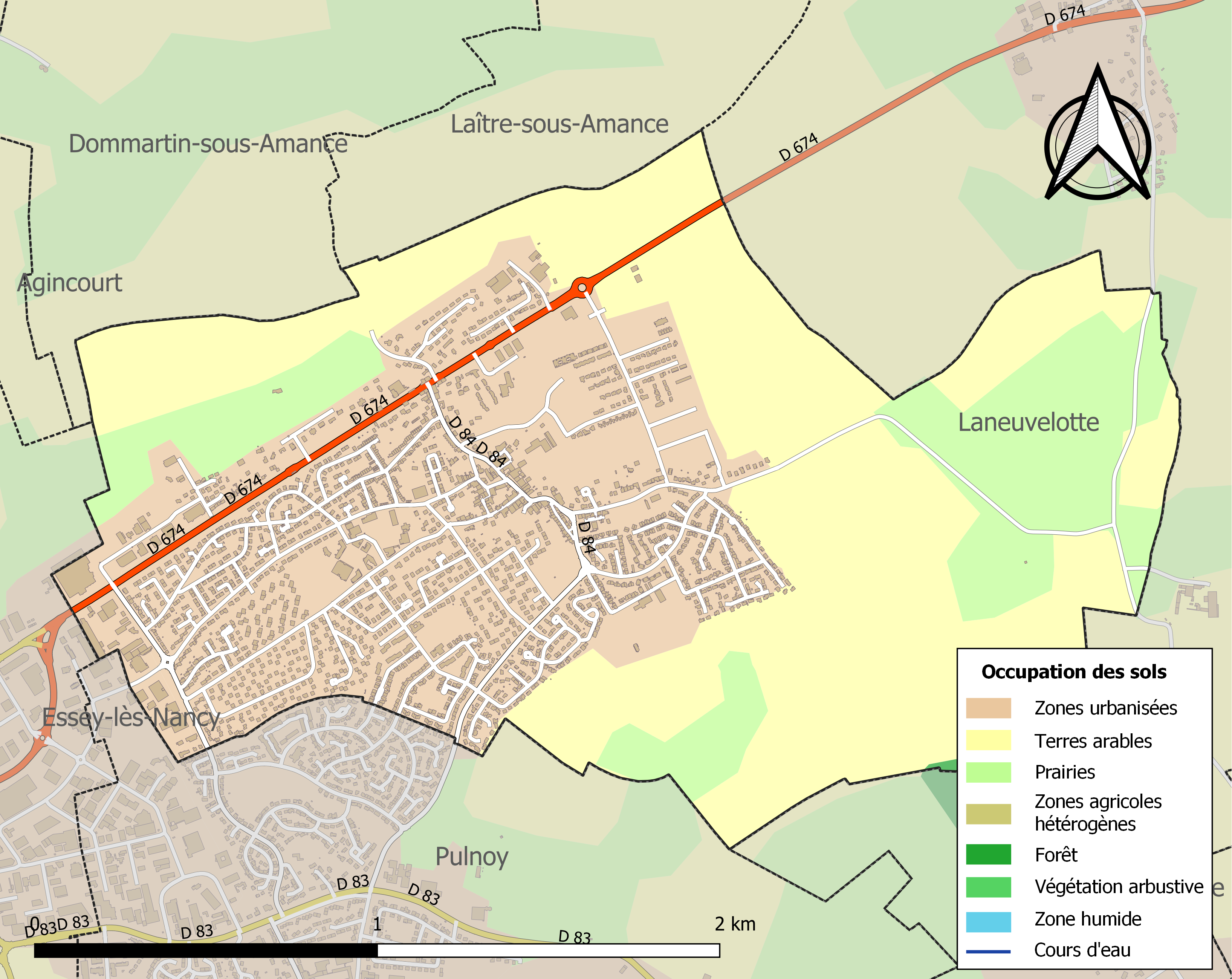
Carte des infrastructures et de l'occupation des sols de la commune en 2018 (CLC).

## Toponymie
Le nom de la localité est attesté sous les formes Villa de Sechamp (1076) ; Ulricus de Seccamp (1137) ; Séchant (1294) ; Sicuscampus, Siccus Campus (1402) ; Sigillum curati de Sicco Campo (xve siècle) ; Sichamp (1492) ; Sychamp (1506) ; Sychamps (1550) ; Seichamp (1782).

Le mot Seichamps vient des mots secs et  champs en raison de ce que la commune est dépourvue de sources. Son nom est issu du roman sicamp (« champ sec »), d'où l'autre nom des habitants, les Sicampois.

## Histoire
Essentiellement village agricole de 300 habitants jusqu'à la fin des années 1950, Seichamps a pris son essor grâce à une urbanisation de type pavillonnaire. En 2011, elle entre dans une nouvelle phase d'extension, avec la création d'un nouveau lotissement qui prévoit à terme la construction d'environ 500 habitations à l'est de la commune. Cette opération s'accompagne d'une restructuration du centre-ville en 2012.

## Politique et administration

### Jumelages
Seichamps est membre du réseau des villes européennes reliées par le fromage (réseau agréé par le Parlement européen et par le ministère de l'Agriculture), qui a pour principal objectif la défense et la promotion du fromage au lait cru. Chaque troisième week-end de septembre est organisée à Seichamps la Foire Européenne aux fromages et à la gastronomie. Cette manifestation réunit des villes européennes membres du réseau avec lesquelles Seichamps entretient des relations privilégiées :
- Missen-Wilhams (Allemagne)
- Lindenberg im Allgäu (Allemagne)
- Crema (Italie)
- Bergame (Italie)
- Alkmaar (Pays-Bas)
- [[Parede (en)]] (Portugal)
- Seia (Portugal)
- Liptovska (Slovaquie)
- Baumes (Suisse)
- Berne (Suisse)
- Battice (Belgique)
- Waterloo (Belgique)
- Trujillo (Espagne)
- Ordizia (Espagne)

## Population et société

### Démographie
L'évolution du nombre d'habitants est connue à travers les recensements de la population effectués dans la commune depuis 1793. Pour les communes de moins de 10 000 habitants, une enquête de recensement portant sur toute la population est réalisée tous les cinq ans, les populations de référence des années intermédiaires étant quant à elles estimées par interpolation ou extrapolation. Pour la commune, le premier recensement exhaustif entrant dans le cadre du nouveau dispositif a été réalisé en 2008.

En 2022, la commune comptait 5 155 habitants, en évolution de +5,79 % par rapport à 2016 (Meurthe-et-Moselle : −0,13 %, France hors Mayotte : +2,11 %).
| 1793 | 1800 | 1806 | 1821 | 1831 | 1836 | 1841 | 1846 | 1851 |
| ---- | ---- | ---- | ---- | ---- | ---- | ---- | ---- | ---- |
| 256  | 285  | 293  | 343  | 360  | 411  | 408  | 393  | 408  |

| 1856 | 1861 | 1872 | 1876 | 1881 | 1886 | 1891 | 1896 | 1901 |
| ---- | ---- | ---- | ---- | ---- | ---- | ---- | ---- | ---- |
| 370  | 373  | 350  | 363  | 368  | 365  | 372  | 387  | 379  |

| 1906 | 1911 | 1921 | 1926 | 1931 | 1936 | 1946 | 1954 | 1962 |
| ---- | ---- | ---- | ---- | ---- | ---- | ---- | ---- | ---- |
| 339  | 322  | 309  | 305  | 315  | 321  | 359  | 365  | 405  |

| 1968  | 1975  | 1982  | 1990  | 1999  | 2006  | 2008  | 2013  | 2018  |
| ----- | ----- | ----- | ----- | ----- | ----- | ----- | ----- | ----- |
| 2 093 | 3 773 | 4 651 | 5 780 | 5 475 | 5 185 | 5 106 | 4 855 | 5 030 |

| 2022  | - | - | - | - | - | - | - | - |
| ----- | - | - | - | - | - | - | - | - |
| 5 155 | - | - | - | - | - | - | - | - |

### Enseignement

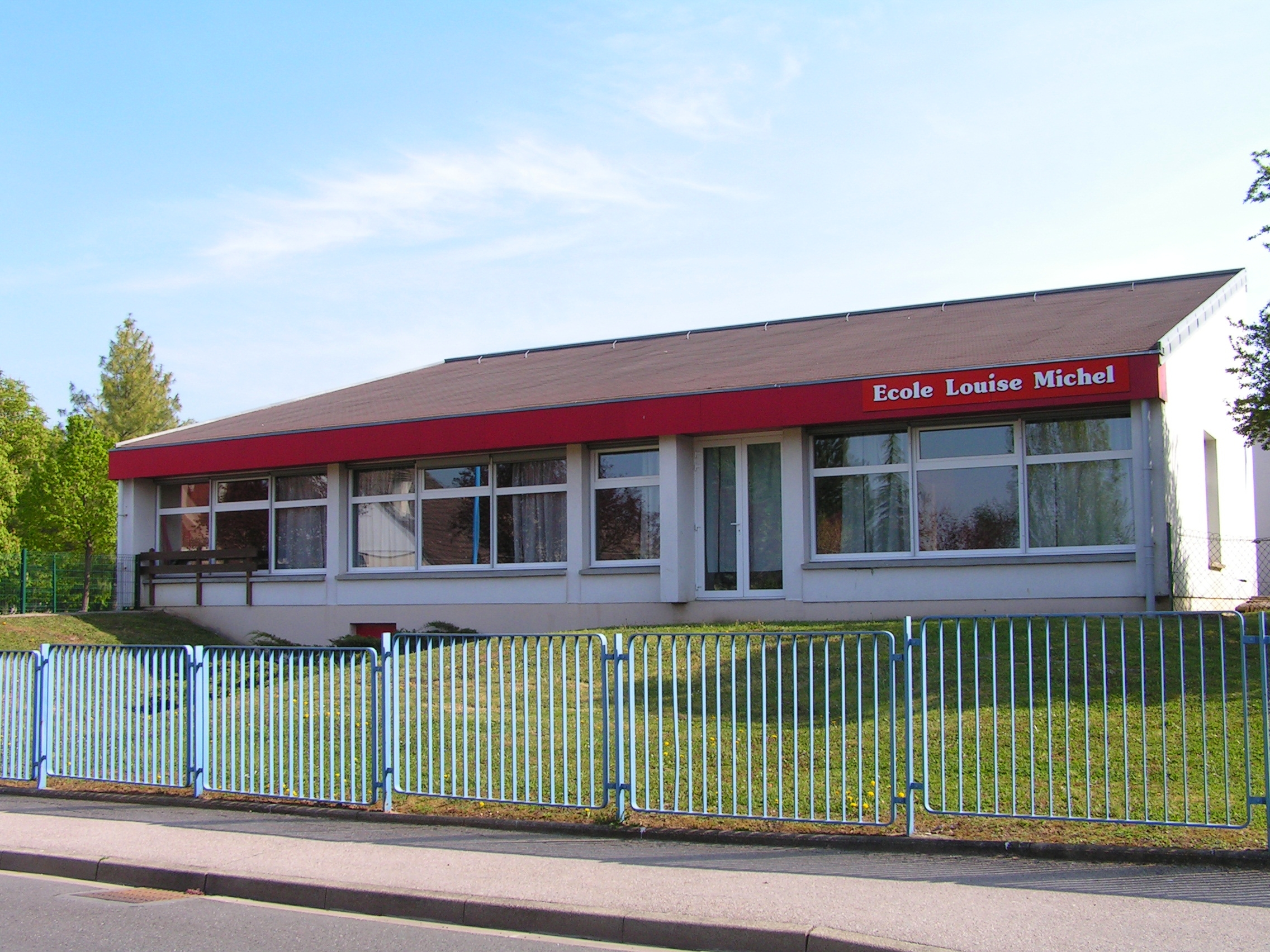
Maternelle Louise-Michel.

Il y a 3 écoles à Seichamps, 2 écoles maternelles et une école primaire Georges-de-la-Tour.

## Économie
La commune accueille des entreprises principalement situées sur les ZAC des grands prés et de la Porte Verte en association avec les communes de Pulnoy et Essey-lès-Nancy. On peut y trouver entre autres un hypermarché avec sa galerie marchande, un important site de reliure industrielle, un centre logistique postal ou encore un concessionnaire automobile. Par ailleurs, l'activité agricole reste encore présente à Seichamps.

## Culture locale et patrimoine

### Lieux et monuments

#### Édifices civils

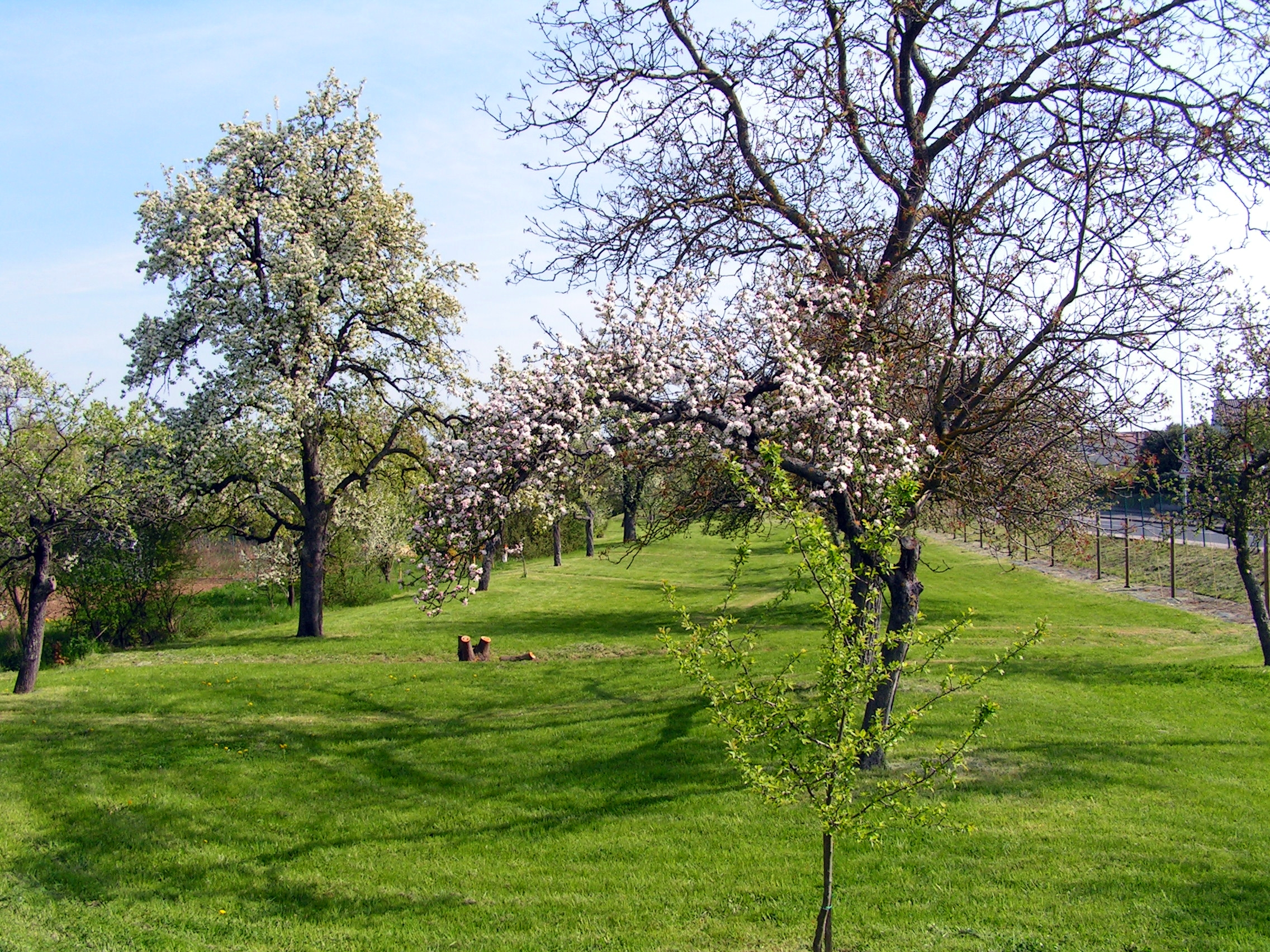
Jardin Roussel.

- Vestiges 15e sur quelques maisons du quartier de l'église.
- Jardin Roussel : verger du bout de la route de Varinchamps, accueillant régulièrement les élèves des écoles maternelles pour des sorties pédagogiques d'initiation au jardinage, reconnaissance des denrées fruitières et écologie.
- Deux écoles maternelles : école maternelle Louise-Michel, école maternelle Jean-Lamour.
- Une école primaire : groupe scolaire Georges-de-La-Tour (né de la fusion entre les deux anciennes écoles de la commune : école Georges-de-la-Tour et école primaire Saint-Exupéry).
- Le centre socio-culturel, situé dans le centre-ville où se déroulent régulièrement des spectacles et autres manifestations culturelles.
- Le complexe sportif de Martinchamps, mêlant courts de tennis, badminton, football, rugby et tir à l'arc.
- Une crèche multi-accueil Michel-Dinet construite en 2014 près du groupe scolaire Georges-de-La-Tour.

#### Édifices religieux
- Église Saint-Lambert, datant du XIXe siècle, contenant trois reliques dont un morceau de la Sainte Croix.
- Presbytère datant du XVIe siècle, reconstruit en 1982. Le nouveau presbytère intègre des éléments de l'ancienne construction.

### Personnalités liées à la commune
- Jacqueline Panis, ancienne sénateur de Meurthe-et-Moselle.

### Héraldique
| Blason de Seichamps | Blason  | Blasonnement : parti au 1er d'or à la bande de gueules chargée de trois alérions d'argent, au 2e de gueules semé de croix recroisetées au pied fiché d'or à deux saumons adossés de même. Sur le tout de gueules à un bâton noueux d'or péri en bande, accompagné de seize larmes d'argent, huit en chef posées 3.3.2, huit en pointe posées 2.3.3. |
| Blason de Seichamps | Détails | Melchior Henry a été anobli et fait chevalier du Saint-Empire par Charles Quint en 1551. Il acheta alors au comte de Salm la seigneurie de Seichamps qui dépendait des ducs de Lorraine. C'est ce qui explique dans le blason communal la présence du blason lorrain à dextre et à senestre celui des comtes de Salm. Sur le tout ce sont les armes de la famille Henry dont les membres restèrent seigneurs de Seichamps jusqu'au XVIIIe siècle. Le statut officiel du blason reste à déterminer. |

## Équipements et services publics

### Enseignement[24]

#### Écoles maternelles
- Maternelle Louise Michel
- Maternelle Jean Lamour

#### Écoles primaires
- École Primaire Georges De La Tour

## Jumelages
La ville de Seichamps ne possède aucun jumelages d’autres villes.

## Vie associative et sportive
Seichamps compte de nombreuses associations sportives et culturelles :
- AFRS (Association des Familles Rurales de Seichamps),
- APEM[25],
- ASA NANCY (Association Sportive Automobile de Nancy)[26],
- Association Sportive du Grémillon[27],
- ATM (Association des Anciens Combattants),
- Badminton Club[28],
- Cartophilies et Philatélies Seichanaises[29],
- CASEM (Comité d’Action des Employés Municipaux)[30],
- Football Club de Seichamps,
- Judo Club de Seichamps,
- Oxer de Seichamps, centre équestre[31],
- La Porte Verte (Saulxures - Essey - Pulnoy - Seichamps),
- Nancy Seichamps Rugby,
- SMEPS Handball (Saint-Max - Essey - Pulnoy - Seichamps),
- Seichamps volley-ball[32].
- Tennis Club Gremillon Pulnoy - Seichamps